# 前列腺特异抗原密度
前列腺特异抗原密度是血前列腺特异抗原浓度除以前列腺体积的比值。前列腺癌、良性前列腺增生以及感染或人为因素引起血前列腺特异抗原浓度升高。由于良性前列腺增生是前列腺实质细胞数量增多而造成前列腺体积的增大,常会引起不同程度的血前列腺特异抗原（PSA）浓度升高。为与前列腺癌相鉴别，引入前列腺特异抗原密度这一概念，计算方法即：血前列腺特异抗原浓度除以前列腺体积。前列腺特异抗原密度为临床工作提供数据鉴别。